# Ermita de Nuestra Señora de las Cuevas (Sanlúcar de Barrameda)
La ermita de Nuestra Señora de las Cuevas, comúnmente conocida como ermita de las Cuevas, fue una ermita católica situada en el municipio español de Sanlúcar de Barrameda, en la andaluza provincia de Cádiz. El lugar de su ubicación forma parte del Conjunto histórico-artístico y de la Ciudad-convento de Sanlúcar de Barrameda.
Esta ermita, ubicada en la Barranca de barro colorado que separa el barrio alto del bajo de Sanlúcar, recibió su nombre de unas pequeñas cuevas excavadas en ella y habitadas por ermitaños. Se desconoce cuándo fue fundada, aunque Velázquez-Gaztelu supone que fue en el siglo XVI. Llegó a existir una Cofradía de Nuestra Señora de las Cuevas, que en la segunda mitad del siglo XVIII ya estaba extinguida, siglo en el cual la ermita fue renovada por Juan de Echevarría.